# Robert Zalewski
Robert Piotr Zalewski – polski inżynier, profesor nauk technicznych, profesor Instytutu Podstaw Budowy Maszyn Wydziału Samochodów i Maszyn Roboczych Politechniki Warszawskiej. Prorektor ds. studenckich PW w kadencjach 2020–2024 oraz 2024–2028. 

## Życiorys
20 kwietnia 2005 obronił pracę doktorską Analiza właściwości mechanicznych struktur granulowanych umieszczonych w szczelnej przestrzeni z podciśnieniem, 26 czerwca 2013 habilitował się na podstawie pracy zatytułowanej Modelowanie i badania wpływu podciśnienia na właściwości mechaniczne specjalnych struktur granulowanych. Tytuł profesora otrzymał w 2021 roku. 
W kadencji 2020–2024 prorektor ds. studenckich Politechniki Warszawskiej. Wcześniej pełnij funkcję prodziekana na Wydziale Samochodów i Maszyn Roboczych Politechniki Warszawskiej. Jest członkiem Komisji Nauk Technicznych na III Wydziale Nauk Ścisłych i Technicznych Polskiej Akademii Umiejętności.